# Schlachttier- und Fleischuntersuchung

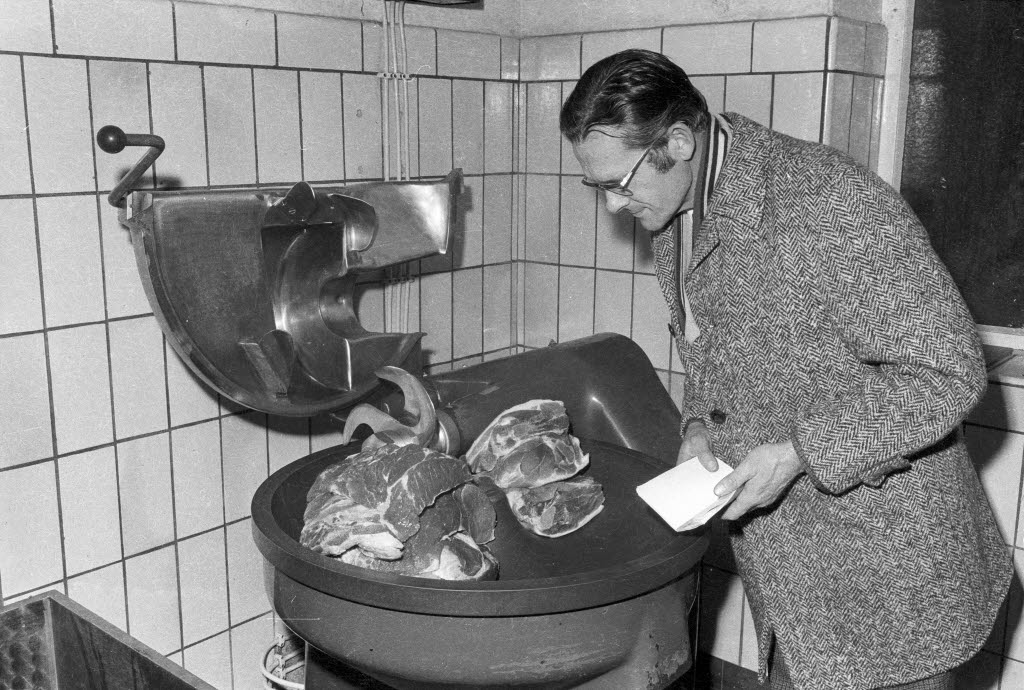
Fleischbeschau in einem Kieler Schlachthof (1971)

Mittels Schlachttier- und Fleischuntersuchung, veraltet auch Vieh- und Fleischbeschau, soll sichergestellt werden, dass das Fleisch bestimmter Tierarten als Lebensmittel nur in den Verkehr gelangt, wenn es als tauglich zum Genuss für Menschen beurteilt worden ist. Diese Untersuchung ist ein wesentlicher Bestandteil der Maßnahmen zur Gewährleistung der Fleischhygiene.
Die Untersuchung erfolgt durch amtliche Tierärzte oder Fleischkontrolleure in zwei Schritten: der Untersuchung des Tieres und der Untersuchung des Fleisches (Fleischbeschau bzw. schweizerisch Fleischschau).

## Tieruntersuchung
Der erste Schritt ist die Untersuchung am zu schlachtenden Tier. Durch diese Untersuchung des lebenden Schlachttiers soll festgestellt werden, ob es gesund und somit zur Schlachtung geeignet ist. Das zu schlachtende Tier wird zur Schlachtung freigegeben, wenn es sich in einem guten Gesundheitszustand befindet. Ist dies nicht der Fall, wird ein Schlachtverbot für das jeweilige Tier ausgesprochen.

## Fleischuntersuchung
Der zweite Schritt ist die Fleischuntersuchung als Untersuchung des zum menschlichen Verzehr bestimmten Tierkörpers (Fleisch und Organe) nach der Schlachtung oder am erlegten Stück Wild. Hierbei wird auch sichergestellt, dass alle nicht zum menschlichen Verzehr zugelassenen Körperteile und Organe als Konfiskate ordnungsgemäß beseitigt werden. Ergibt die Fleischuntersuchung keine Beanstandung, so wird der Schlachtkörper durch Bestempeln mit dem amtlichen Fleischuntersuchungsstempel als tauglich gekennzeichnet. Als untauglich befundenes Fleisch darf nicht in den Verkehr gebracht werden.
Bei bestimmten Tierarten, namentlich bei Pferden und Schweinen, findet zusätzlich zur Schlachttier- und Fleischuntersuchung noch die Trichinenuntersuchung statt.

## Europarecht
Die Vorschriften zur Schlachttier- und Fleischuntersuchung sind auf Ebene der Europäischen Gemeinschaft weitgehend harmonisiert worden, teilweise durch unmittelbar geltende EG-Verordnungen, so dass einzelstaatliche Regelungen mehr und mehr gegenstandslos wurden. Zentral war die Verordnung (EG) Nr. 854/2004, welche mit Wirkung vom 14. Dezember 2019 durch die Verordnung (EU) 2017/625 abgelöst wurde.

## Nationales

### Deutschland
Ausnahmen für die Schlachttier- und Fleischuntersuchung sehen die Tierische Lebensmittel-Hygieneverordnung (abgekürzt Tier-LMHV) und die Tierische Lebensmittel-Überwachungsverordnung (abgekürzt Tier-LMÜV) vor. Für durch einen Jäger erlegtes Wild für den eigenen häuslichen Gebrauch sowie für den Fall, dass kleine Mengen von Wild von nicht mehr als der Strecke eines Jagdtages unmittelbar an Verbraucher oder an örtliche Betriebe des Einzelhandels zur unmittelbaren Abgabe an Verbraucher abgegeben werden, ist eine amtliche Fleisch- oder Trichinenuntersuchung nicht erforderlich, wenn vor oder nach dem Erlegen des Wildes keine besonderen Merkmale nach Anlage 4 Nr. 1.3 vom Jäger festgestellt worden sind. Damit ist der Jäger „Lebensmittelkontrolleur für Haar- und Federwild“, Lebensmittelproduzent und steht in der Produkthaftung für von ihm abgegebenes Wildbret.
Ungeachtet dessen muss auch bei Vorliegen von besonderen Merkmalen keine amtliche Untersuchung erfolgen, wenn von einem Jäger kleine Mengen von erlegtem Wild an einen Betrieb des Einzelhandels oder an einen anderen Jäger abgegeben werden. In diesem Fall muss der Jäger festgestellte Merkmale bei der Abgabe mitteilen und die für den Betrieb des Einzelhandels verantwortliche Person oder der annehmende Jäger die amtliche Fleischuntersuchung veranlassen.
Nicht entbunden ist der Jäger von einer Trichinenuntersuchung bei Wildschweinen, Dachsen oder anderen Tieren, die Träger von Trichinen sein können (allesfressende Wildarten). Gewebeproben für die Trichinenuntersuchung kann der Jäger gemäß Tier-LMÜV als quasi amtlicher Lebensmittelkontrolleur selbst entnehmen, sofern die zuständige Behörde ihm diese Befugnis übertragen hat; Voraussetzungen sind ein gültiger Jagdschein, eine besondere Schulung durch die Behörde und persönliche Zuverlässigkeit. Im Falle der Abgabe von entsprechendem Wild an einen Betrieb des Einzelhandels oder an einen anderen Jäger haben diese eine amtliche Trichinenuntersuchung zu veranlassen; für den annehmenden Jäger besteht wiederum die Möglichkeit einer Ermächtigung nach der Tier-LMÜV.

### Österreich
Die Schlachttier- und Fleischuntersuchung ist im 4. Abschnitt Schlachttier- und Fleischuntersuchung §§ 53–55 Lebensmittelsicherheits- und Verbraucherschutzgesetz (LMSVG, StF: BGBl. I Nr. 13/2006) geregelt. Sie liegt in Kompetenz der Länder.